# Первомайская (закрытая станция метро)
«Первома́йская» — закрытая станция Московского метрополитена, расположенная на территории электродепо «Измайлово». Была конечной на Арбатско-Покровской линии в 1954—1961 годах.

## История
После строительства электродепо «Измайлово» в 1950 году появилась возможность продления линии на восток за счёт строительства в отдельном, пятом по счёту, нефе электродепо станции «Первомайская» (21—23 канавы, на месте 22-й канавы первоначально была платформа). Такое проектное решение ускоряло возведение станции и удешевляло её строительство. Проект станции был создан архитектором Николаем Демчинским в первой половине 1952 года. «Первомайская» становилась первой наземной станцией Московского метрополитена (высота над уровнем моря составила 142 метра).
Открыта 5 ноября 1954 года в ходе продления линии на восток от станции «Измайловская» (ныне «Партизанская»), на момент открытия стала 41-й станцией Московского метрополитена, а также его самой восточной станцией. Кроме того, станция стала последней сданной в эксплуатацию перед тем, как 25 ноября 1955 года Президиум ЦК КПСС принял решение о присвоении московскому метрополитену имени В. И. Ленина вместо Л. М. Кагановича.
Закрыта 21 октября 1961 года после открытия участка «Измайловская» — «Первомайская (новая)».
После закрытия станции станционная платформа была разобрана, на её месте был сооружён дополнительный тупик. Бульвар, который вёл к станции от Измайловской площади, обезлюдел, и позже его было решено застроить. В результате бывшая станция оказалась в глубине жилого квартала и вид на неё загородили гаражи. Наземный вестибюль был приспособлен под дом культуры для работников депо.

## Оформление
Хотя станция строилась как временная, её оформление выполнено из дорогостоящих материалов в стиле сталинского ампира: стены вестибюля и пол станционной платформы были отделаны мрамором, потолок был побелен, светильники выполнены по авторским проектам, путевые стены облицованы керамической плиткой двух цветов: кремового — сверху и чёрного — снизу и украшены лепными картушами с рогами изобилия.
Александр Зиновьев называет архитектуру данной станции, наряду с другими станциями пятой очереди, «пограничной» и характеризует её как «предвестника грядущих изменений в архитектуре метрополитена».

### Главный зал
По проекту потолок главного зала должен был состоять из множества восьмиугольных застеклённых окон-кессонов, через которые проходил солнечный свет и было видно небо. Вместо этого соорудили технический, как в ангаре, потолок с голыми балками (конструкция, стандартная для депо), а станция стала единственной в Московском метрополитене с деревянной крышей. В итоге потолок и художественные люстры не гармонировали между собой, так же как и поддерживающие свод кронштейны с расположенными между ними картушами.
Торец станции, согласно проекту, должен был украшать стандартный для того времени барельеф с изображением Сталина в окружении знамён из белого мрамора, что не было реализовано.
Освещение станции производилось с помощью находившихся в центре платформы люстр авторского дизайна, идентичных люстрам на станциях «Киевская» Арбатско-Покровской линии и «ВДНХ».

### Вестибюль

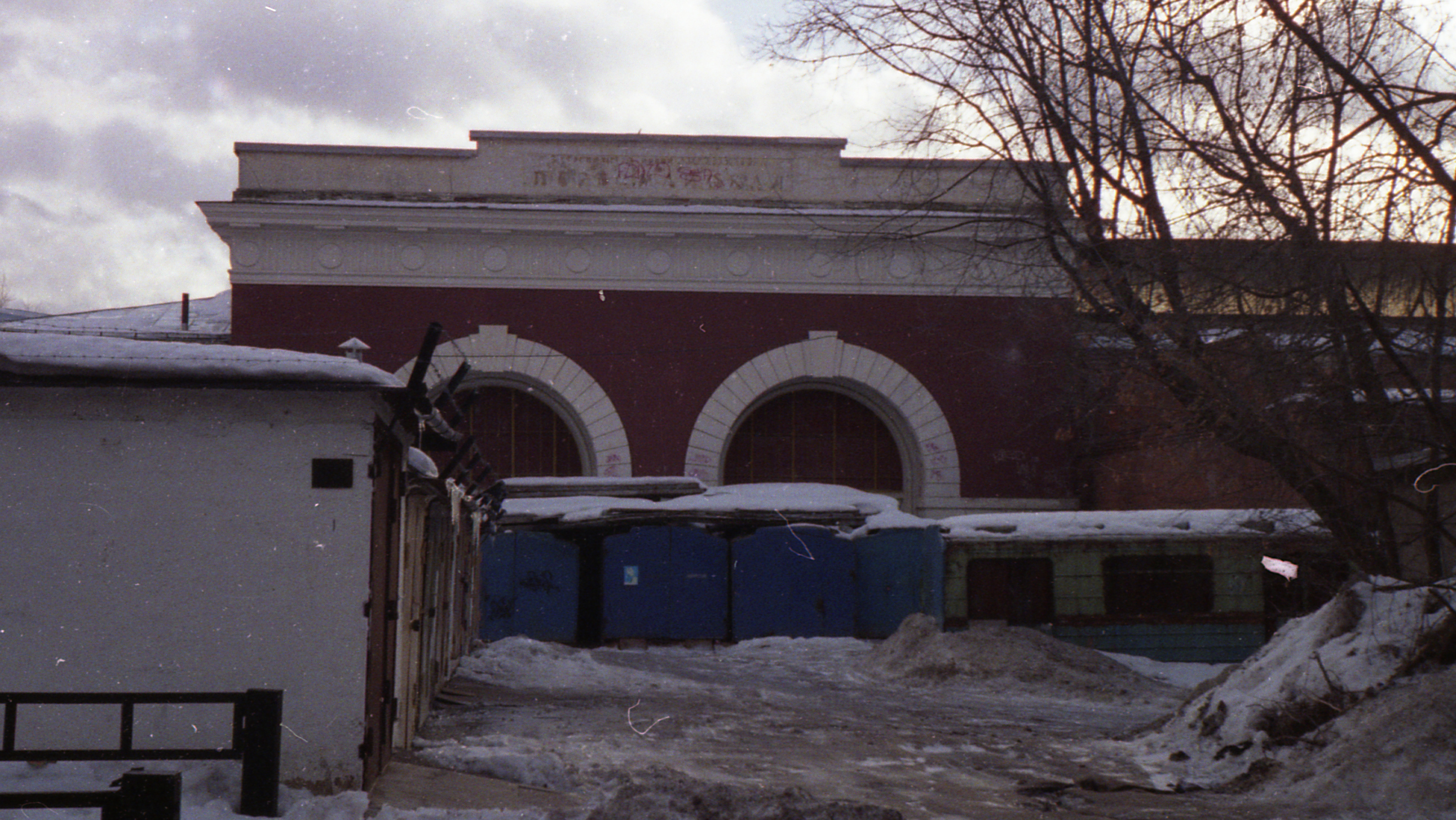
Вестибюль с сараями из метровагонов (2002)

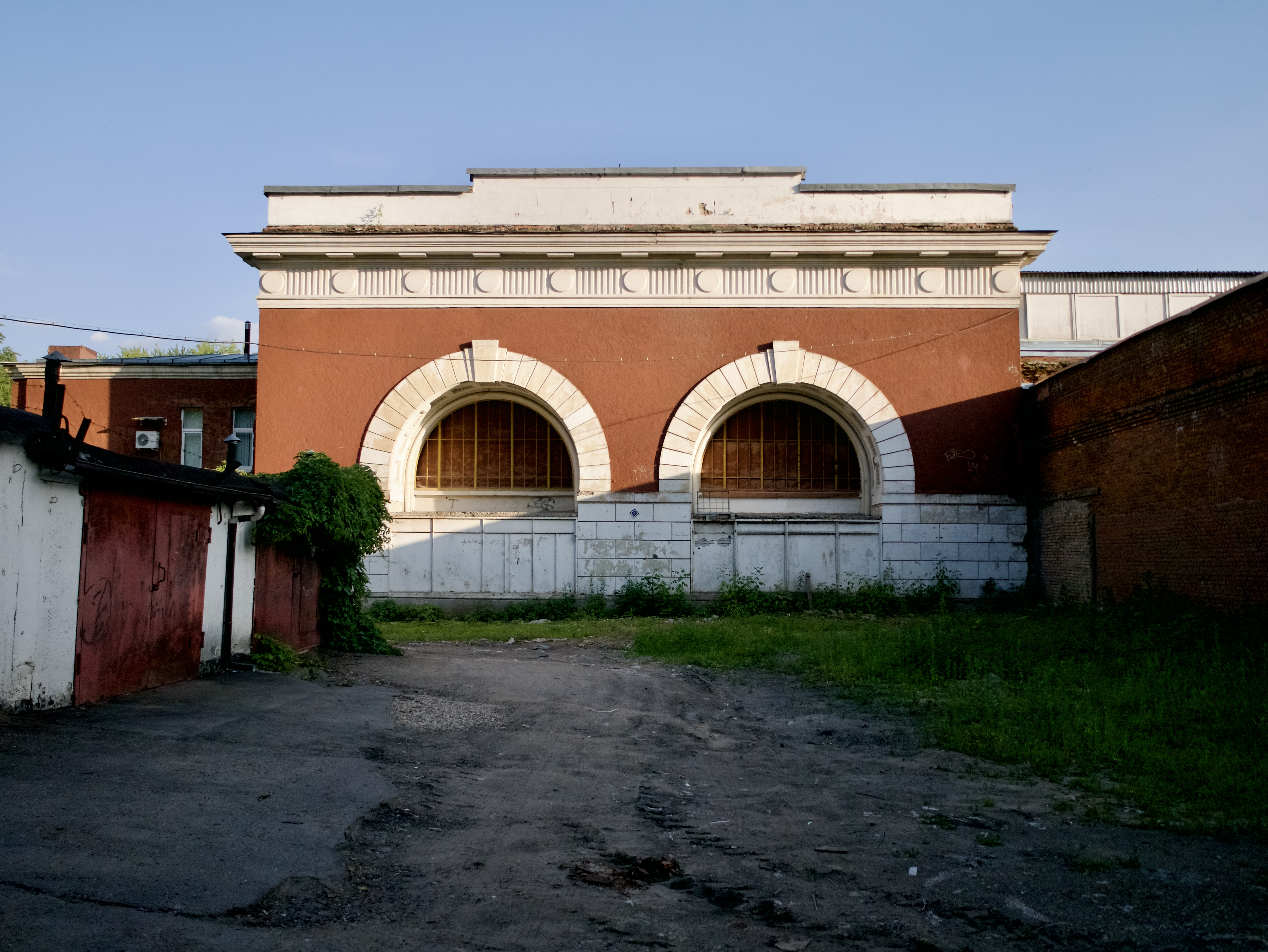
Вид на бывший вестибюль станции без сараев в июле 2023 года

На станции был один вестибюль (восточный), сохранившийся до настоящего времени, с выходом к Первомайской улице и 1-й Парковой улице. Здание вестибюля было построено в виде монументального здания с двумя арочными порталами: один — для входа, другой — для выхода. Своды арок были украшены кессонами, над входом сохранилась эмблема метро — богато украшенная буква «М». Интерьер вестибюля украшают восемь колонн, облицованных белым мрамором и поддерживающих кессонированный потолок. Пол вестибюля и платформы застелен красной и жёлтой плиткой в виде ковра. Сверху здание вестибюля венчает лепной карниз. Выход на платформу был оформлен в виде мраморной арки. До 2002 года на фасаде вестибюля были хорошо видны остатки надписи «Метрополитен имени Л. М. Кагановича. Станция Первомайская».
Из-за того, что у станции также имелся служебный выход, на схеме маршрутов городского транспорта Москвы 1959 г. были обозначены 2 вестибюля.

## Современное состояние

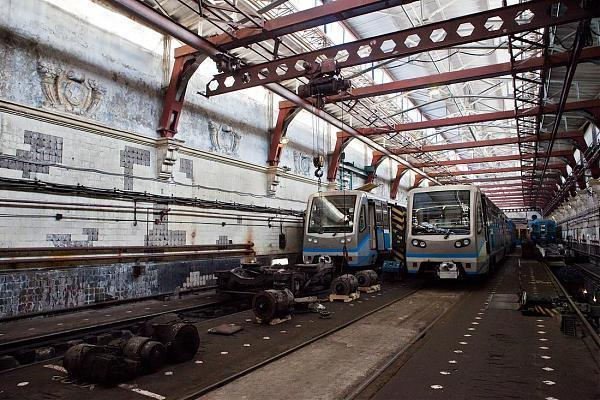
Помещение бывшей станции в 2010 году

В настоящее время бывшая станция используется для отстоя составов. Здесь проходят осмотры и обточка колёс. Кроме того, здесь находится вагон, предназначенный для обучения машинистов и отработки навыков вождения.
Уцелел кафель на стенах и характерные для того времени лепные украшения, даже местами с позолотой. Буквы с названием «Первомайская» не сохранились, остались только крепления для них.
В вестибюле оборудован актовый зал, где иногда проводятся различные мероприятия. Кроме того, через этот вестибюль высаживали пассажиров в экстренных случаях.
На станции возможна организация музея метро, ряд экспонатов для которого собран в депо. Перспективы стали более реальными после ввода в строй депо «Митино», что позволило вывести крайний неф депо «Измайлово» из работы.
С 2016 года в электродепо Измайлово, в том числе на бывшей станции «Первомайская», проводятся экскурсии, организуемые Музеем Москвы.